# Phantasialand
Koordinaten: 50° 48′ 0″ N, 6° 52′ 46″ O
Das Phantasialand ist ein Freizeitpark in Brühl bei Köln, Nordrhein-Westfalen. Mit über zwei Millionen Besuchern im Jahr 2022 ist er der am zweithäufigsten besuchte Freizeitpark Deutschlands und einer der 15 besucherstärksten saisonalen Freizeitparks in Europa. In sechs Themenbereichen und zwei Themenwelten bietet das Phantasialand zahlreiche Fahrgeschäfte und Shows.
Mit einer Betriebsfläche von ungefähr 28 Hektar, von denen der eigentliche Park (ohne Parkplätze und Hotels) etwa 12 Hektar belegt, gehört das Phantasialand flächenmäßig zu den kleineren Themenparks. Eine verdichtete Bauweise mit teilweise ineinander verflochtenen Attraktionen sowie ein vergleichsweise häufiger Abriss alter Attraktionen zugunsten neuer sind charakteristisch für den Park. Dem Phantasialand angegliedert sind drei Themenhotels sowie Veranstaltungs- und Konferenzräume.
Die Parksaison beginnt üblicherweise um den 1. April. Seit 2021 wird auf die Schließung Ende Oktober verzichtet und im laufenden Betrieb für das mehrwöchige Winterprogramm (Wintertraum) umgebaut, das bis Ende Januar stattfindet. Die folgenden zwei Monate bleibt der Park geschlossen.

## Lage
Das Phantasialand liegt im Südwesten des Brühler Stadtteils Badorf auf dem Höhenrücken der Ville zwischen 115 und 130 m ü. NHN. Im Westen grenzt das Parkgelände an die Waldgebiete der Ville-Seenplatte, im Süden verläuft die Bundesautobahn 553, deren nahegelegene Anschlussstelle Brühl-Süd als Hauptzubringer zum Phantasialand dient. Im Nordosten des Parks entspringt der Lenterbach (Dickopsbach).

## Geschichte

### Eröffnung als Märchenwald 1967

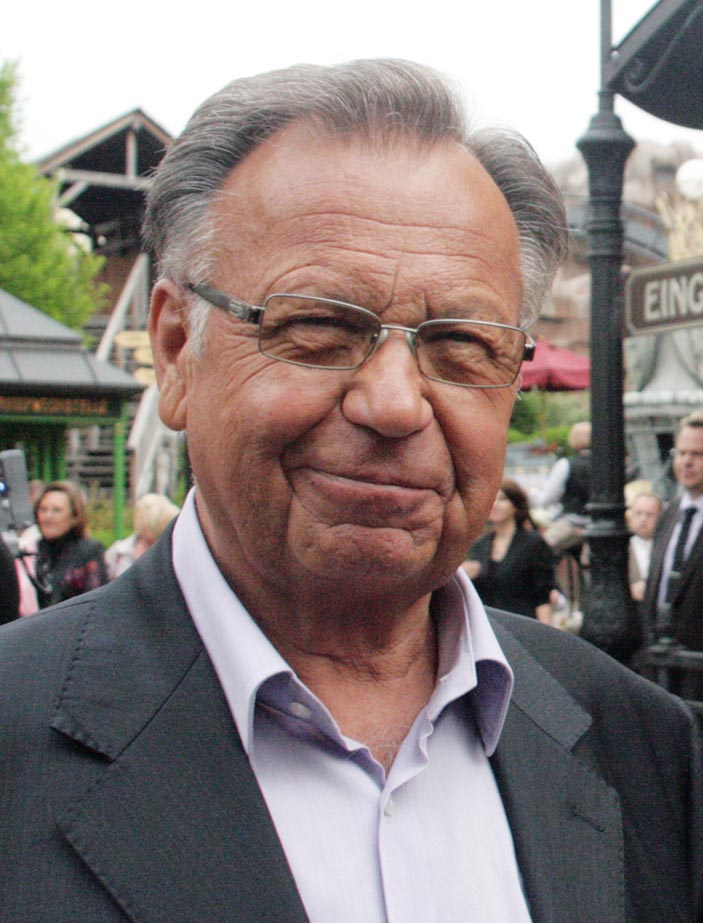
Gottlieb Löffelhardt (2010)

Das Phantasialand wurde am 30. April 1967 von dem Schausteller Gottlieb Löffelhardt (* 25. Dezember 1934; † 7. Juli 2011) und dem Puppenspieler Richard Schmidt (* 22. August 1926; † 16. Mai 2020) in der ehemaligen Grube Berggeist, einem Braunkohle-Tagebau im Süden Brühls, eröffnet und gehört damit zu den ältesten Freizeitparks Europas. Schmidt hatte zahlreiche Fernsehpuppenspiele betreut und wollte die Puppen und Kulissen aus seinem Fundus dauerhaft der Allgemeinheit zugänglich machen. Zu diesem Zweck schloss er sich mit dem befreundeten Schausteller Gottlieb Löffelhardt zusammen und errichtete rund um einen See einen Märchenpark mit rund 40 verschiedenen Geschichten sowie einige weitere Attraktionen wie Oldtimerfahrt, Westerneisenbahn, Abenteuerspielplatz und Hawaii-Restaurant.
Bereits im ersten Jahr wurden 400.000 Besucher gezählt. Dieser Erfolg führte dazu, dass das Parkgelände in den Folgejahren mehrfach für neue Attraktionen erweitert wurde, die zudem stärker auch auf ein erwachsenes Publikum ausgerichtet waren.

### Expansion und Entwicklung zum Themenpark in den 1970er und 1980er Jahren

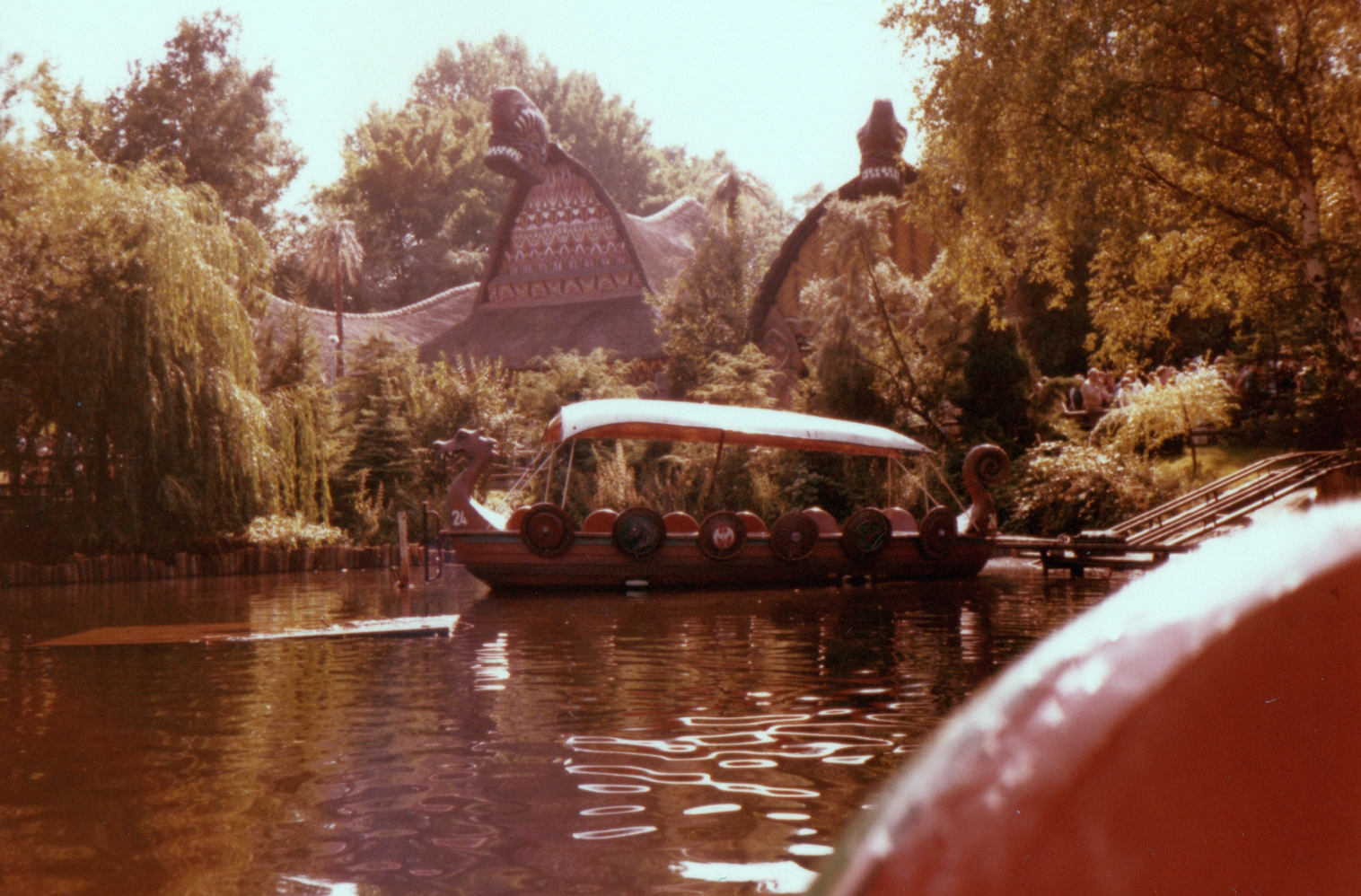
Wikinger-Bootsfahrt und Hawaii-Restaurant (1981)

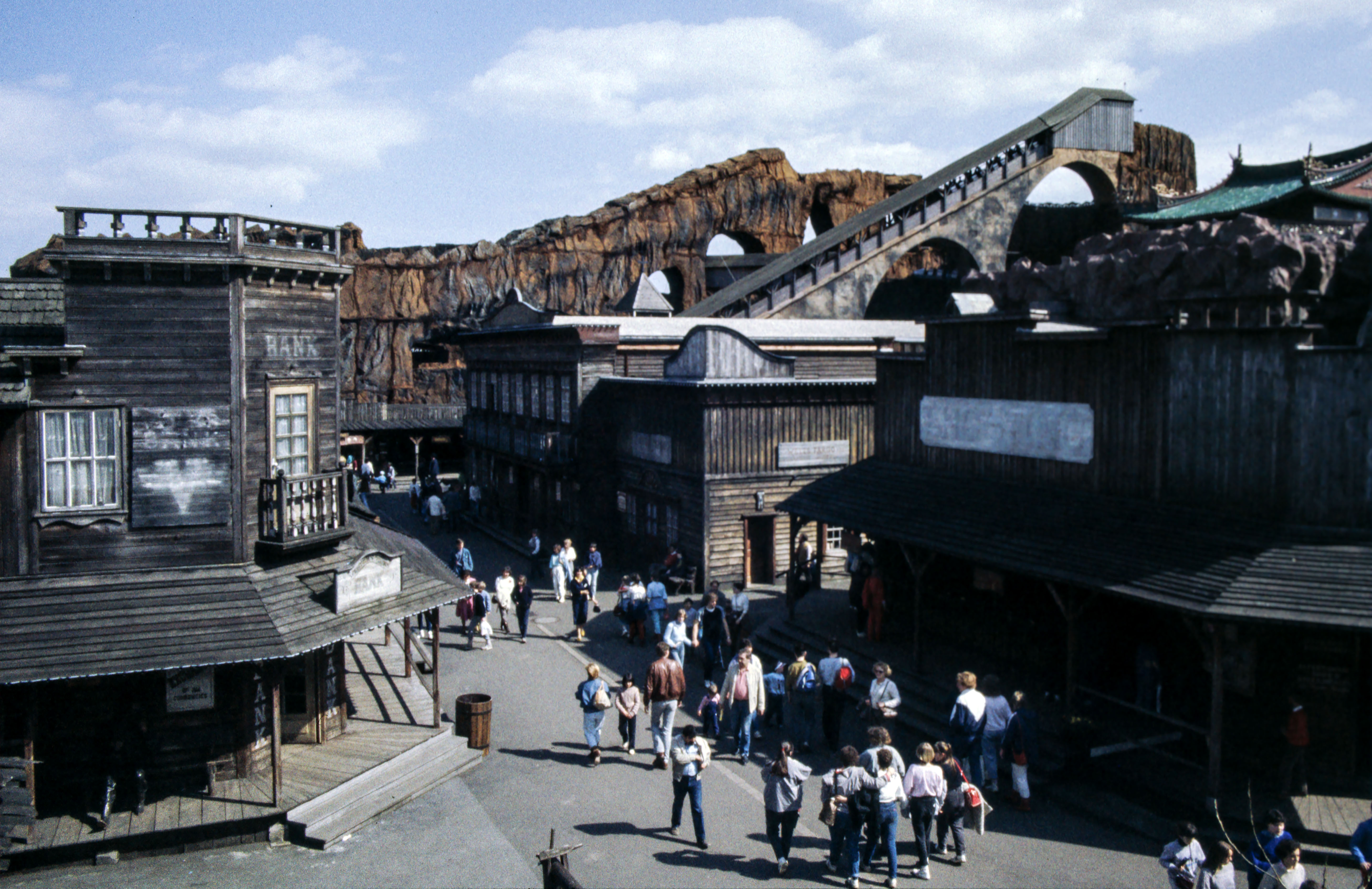
Silver City mit Gebirgsbahn (1984)

Im Jahr 1970 eröffnete unter dem Namen Alt Berlin eine Nachbildung der Berliner Straße Unter den Linden im Stile der 1920er und 1930er Jahre, inklusive Neptunbrunnen und Brandenburger Tor im Maßstab 1:2. Der Straßenzug, der unter anderem das Show-Theater Wintergarten beherbergte, schloss sich unmittelbar an den ebenfalls neu errichteten Haupteingang des Parks an und war somit in seiner Anlage und Funktion vergleichbar mit der aus dem Disneyland Resort bekannten Main Street, U.S.A. Zweite Neueröffnung des Jahres war die Gondelbahn 1001 Nacht, die als erster stationärer Dark Ride Deutschlands gilt.
Ab 1972 wurde sukzessive weiteres Gelände jenseits des Lenterbachswegs erschlossen. Es entstand die Westernstadt Silver City mit der ersten Wildwasserbahn Deutschlands sowie zwei Achterbahnen, die aus Lärmschutzgründen mit einem künstlichen Gebirgsmassiv umbaut wurden. Ab 1974 fuhr die Einschienenbahn Phantasialand-Jet auf einem Rundkurs über das Parkgelände. Die Idee, die Strecke bis zum Brühler Bahnhof zu verlängern, um den Jet als Nahverkehrsmittel zu nutzen, wurde nicht umgesetzt.
Im Jahr 1981 wurde mit China Town ein weiterer neuer Themenbereich eröffnet. Für eine möglichst authentische Umsetzung hatte man 1,3 Millionen Bauteile in Taiwan fertigen lassen und chinesische Facharbeiter nach Brühl geholt. Das Ergebnis gilt als größte Ansammlung chinesischer Gebäude außerhalb Asiens. Schmidt und Löffelhardt wurden für die Verbreitung der chinesischen Kultur als erste Europäer mit der taiwanischen Kulturmedaille ausgezeichnet.

### Modernisierung mit schnellen Fahrgeschäften ab 1988

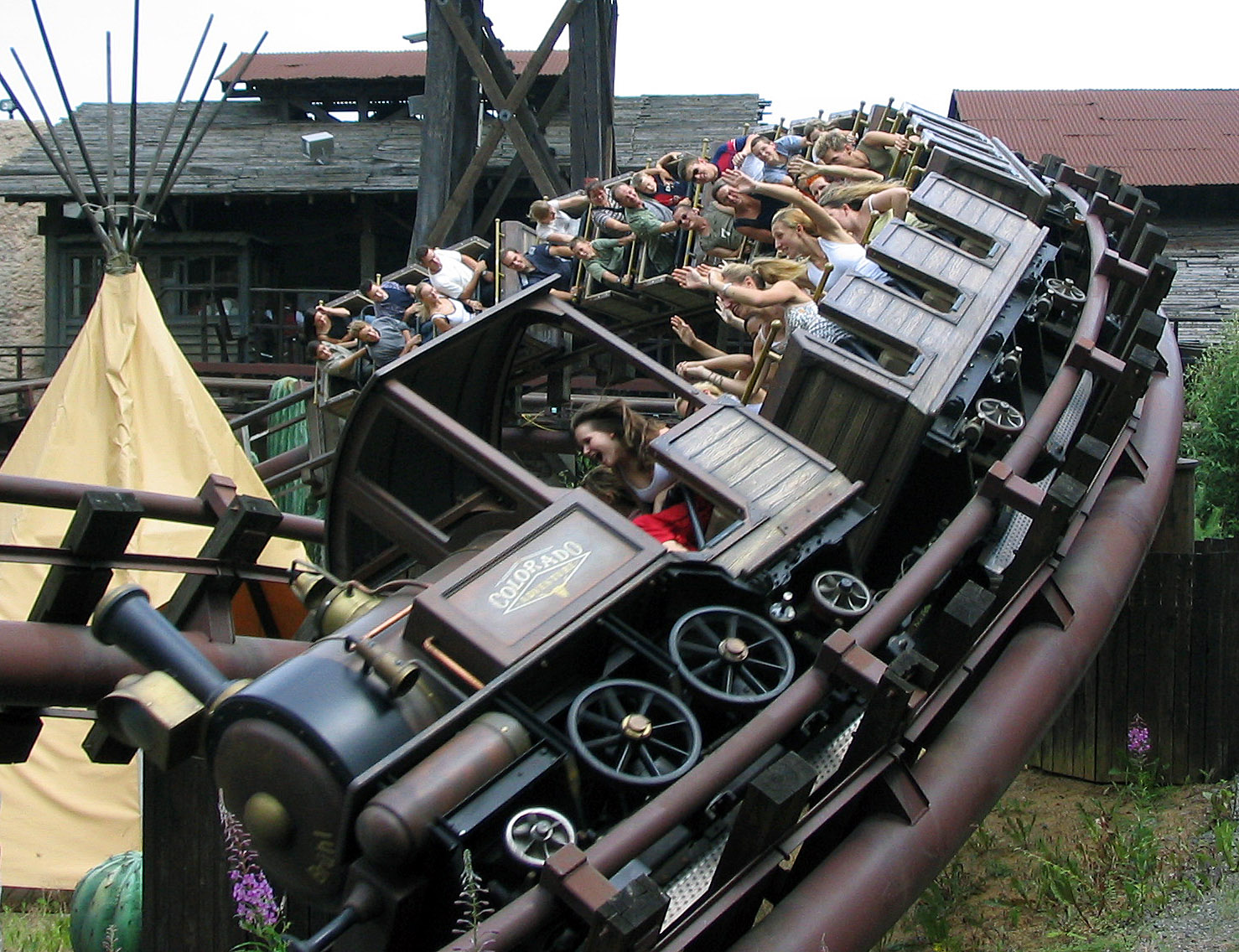
Colorado Adventure (2003)

Mit der Errichtung von China Town erreichte die Betriebsfläche des Parks ihre heutige Größe. Um den Besuchern auch in der Folgezeit neue Attraktionen bieten zu können, wurde einerseits das Parkgelände nachverdichtet, und andererseits wurden bestehende Attraktionen wieder zurückgebaut. Dabei erhöhten die Betreiber den Anteil schneller und aufregender Fahrgeschäfte.
Im Jahr 1988 eröffnete das Space Center als, zum Zeitpunkt der Eröffnung, längste Dunkelachterbahn der Welt in einer neuen Halle am bisherigen Standort der Kinder-Fahrgeschäfte aus dem Gründungsjahr des Parks. Die Weltraumthematik erfuhr 1994 ihre Fortführung im Bau der Simulatorfahrt Galaxy, deren goldfarbene Kuppel bis zu ihrem Abriss 2016 eines der markantesten Gebäude des Phantasialands war.
Im Jahr 1996 wurde die Minenachterbahn Colorado Adventure eröffnet. In der Nacht vor der Eröffnung verursachte ein bei Schweißarbeiten ausgelöster Brand einen Sachschaden in Millionenhöhe; fünf Arbeiter wurden dabei leicht verletzt. Wenige Wochen nach der Eröffnung taufte der Popstar Michael Jackson die Bahn bei einem seiner Besuche. Wie bereits die beiden Achterbahnen aus den 1970er Jahren, musste auch Colorado Adventure nach Beschwerden von Anwohnern nachträglich mit Lärmschutzeinrichtungen versehen werden.
Ein weithin sichtbares Wahrzeichen erhielt der Park im Jahr 1998 mit dem 65 Meter hohen Mystery Castle, in dem sich eine Vertikalfahrt befindet. Im selben Jahr übernahm Robert Löffelhardt, Sohn des Parkgründers Gottlieb Löffelhardt, die alleinige Geschäftsführung des Phantasialands, nachdem er bereits 1995 die Anteile von Mitgründer Richard Schmidt übernommen hatte.

### Großbrand 2001 und Folgen
Am 1. Mai 2001 ereignete sich ein Großbrand, bei dem 63 Personen leicht verletzt wurden und Sach- und Ausfallschäden in Höhe von 38 Millionen Euro entstanden. Das Feuer brach infolge eines technischen Defekts in der Grand-Canyon-Bahn aus und griff auf das 25 Jahre alte künstliche Gebirgsmassiv über, das auch die Gebirgsbahn beherbergte und durch das die Schienen des Phantasialand-Jets führten. Darüber hinaus zerstörte das Feuer das Dach des angrenzenden Tanagra-Theaters und Teile der Westernstadt. Zum Zeitpunkt des Brandes befanden sich 150 Fahrgäste in den fünf Achterbahnzügen, etwa 1000 Personen im Wartebereich und 20.000 Gäste insgesamt im Park. Das Phantasialand blieb während der Abriss- und Aufräumarbeiten für 15 Tage geschlossen. Als Konsequenz aus den Ereignissen verschärfte der Park seine Sicherheitsvorschriften und investierte knapp zwei Millionen Euro in den Brandschutz.
Die ursprünglich für 2001 vorgesehene Eröffnung des Wuze-Town-Komplexes, einer zweistöckigen Halle mit zwei Hallenachterbahnen und diversen Kinderattraktionen, wurde in der Folge auf 2002 verschoben. Im selben Jahr öffneten auch bereits die Ersatzbauten für die dem Feuer zum Opfer gefallenen Attraktionen: die Rafting-Anlage River Quest und das Mad House Feng Ju Palace. Die Bauarbeiten für das erste Themenhotel verzögerten sich durch die Ereignisse.

### Entwicklung zum Kurzreiseziel und Veranstaltungsort sowie Parkerneuerung ab 2003

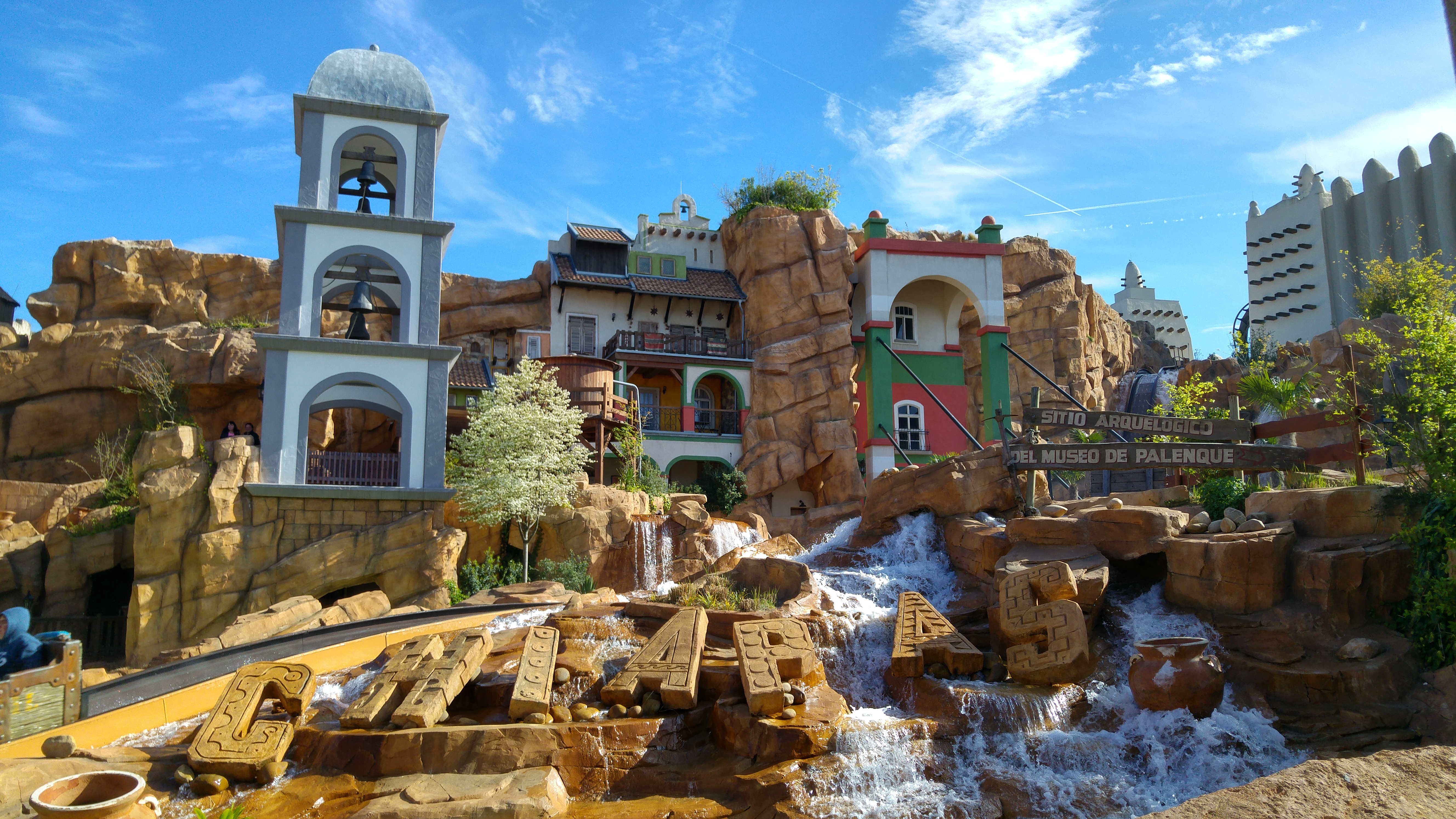
Chiapas (2016)

Mit der Eröffnung des Themenhotels PhantAsia (seit 2007 Ling Bao, → Hotels) im Jahr 2003 starteten die Bemühungen, das Phantasialand als Kurzreiseziel zu etablieren und neue Zielgruppen wie Geschäftskunden anzusprechen. Ein Jahr später erlebte die Dinner-Show Fantissima ihre Premiere, eine Kombination aus einem Gourmetmenü und einer Show mit Artistik, Livemusik und Tanz, die als separate abendliche Veranstaltung nach Parkschluss stattfindet.
Im Jahr 2006 erfuhr der Park die erste nennenswerte Erweiterung seit der Fertigstellung von China Town 1981, jedoch innerhalb der bestehenden Betriebsfläche. Auf einem ehemaligen Park- und Lagerplatz entstand der Themenbereich Deep in Africa mit der Achterbahn Black Mamba, der ersten Bahn mit Überschlagselementen im Phantasialand. Um den Bereich möglichst authentisch ausstatten zu können, hatte das Phantasialand in Kamerun ein Künstlerdorf einrichten und dort Kunstgegenstände fertigen lassen. Zwei Jahre später wurde der Themenbereich mit dem Hotel Matamba (→ Hotels) komplettiert.
Der Abriss des Märchenwaldes, der Keimzelle des Phantasialands, im Jahr 2007 markierte den Beginn weitreichender Umgestaltungen, bei denen viele ältere Attraktionen, insbesondere aus den Anfangsjahren, weichen mussten. In den Jahren 2008 und 2009 wurden der Phantasialand-Jet, die Gondelbahn samt Bootsfahrt sowie Neptunbrunnen und Brandenburger Tor abgebaut. Am Ende der Straße in Alt Berlin entstand ab 2010 auf verändertem Grundriss der weitläufige Kaiserplatz. Dahinter wurde mit dem Quantum eine Eventlocation mit Veranstaltungsräumen errichtet, die für Tagungen, Firmenfeiern u. ä. angemietet werden können.
In den Jahren 2012 und 2013 wurde der Themenbereich Mexico in großen Teilen neu gebaut. Der Abriss der Wildwasserbahnen und des ehemaligen Jet-Bahnhofs schuf Platz für eine neue Felslandschaft mit der Wasserbahn Chiapas. Die benachbarte Westernstadt inklusive der Silbermine musste im Folgejahr weichen und wurde bis 2016 durch das mittelalterliche Klugheim ersetzt, eine Erweiterung des Themenbereichs Mystery mit den zwei neuen Achterbahnen Taron und Raik inmitten einer aus Lärmschutzgründen errichteten Landschaft aus hohen Basaltsäulen. Am ehemaligen Standort der Simulatorfahrt Race for Atlantis und angrenzenden Betriebsflächen entstand von 2017 bis 2020 als Erweiterung des Themenbereichs Berlin die Themenwelt Rookburgh mit der Achterbahn F.L.Y. und dem Hotel Charles Lindbergh (→ Hotels).

## Themenbereiche

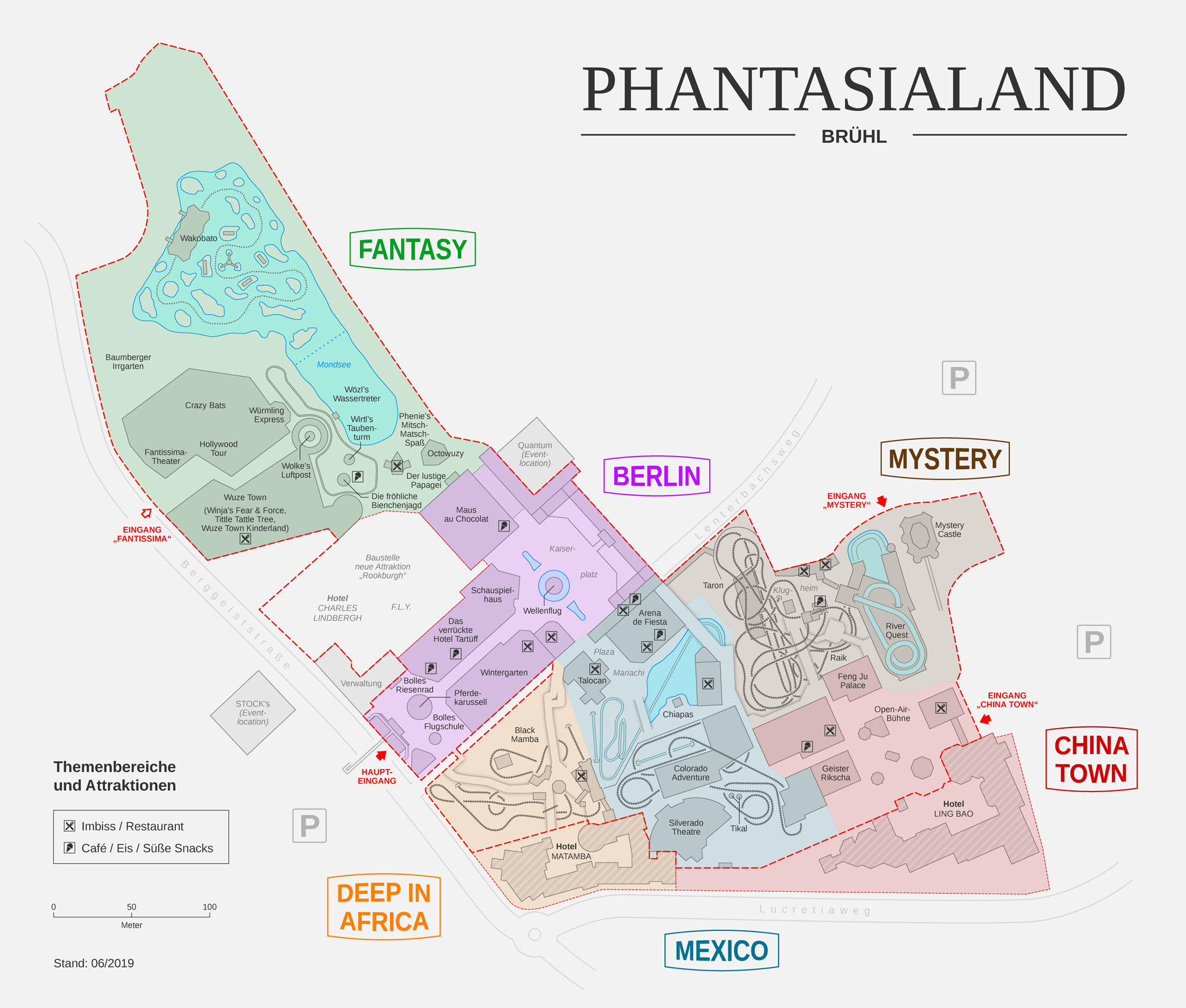
Themenbereiche und Attraktionen des Phantasialands

Im Jahr 2009 nahm das Phantasialand die offizielle Einteilung des Parks in sechs Themenbereiche vor. Jedem Bereich ist eines der sechs Drachen-Maskottchen zugewiesen, die jeweils vor Ort als Lauffiguren anzutreffen sind.
Viele Attraktionen, die im Laufe der Jahre errichtet wurden, hatten ihre eigene Thematik (z. B. Hawaii-Restaurant, Wikinger-Bootsfahrt, Hollywood Tour) oder kamen gänzlich ohne spezielle Gestaltung aus (z. B. Delfinarium, Condor). Andere bildeten nicht mehr vorhandene Themenbereiche (z. B. Westernstadt, Orient, Weltraum). Im Zuge der Vereinheitlichung wurden noch verbliebene themenfremde Attraktionen den neuen Bereichen angepasst (so wurde im Fantasy-Bereich das Space Center zum Temple of the Night Hawk und Galaxy zum Race for Atlantis) oder umgedeutet (Silver City und Colorado Adventure wurden Teil Mexicos).
| Name                   | Charakteristik | Charakteristik | Maskottchen | Eröffnung |
| ---------------------- | --- | -------------- | ----------- | --------- |
| Berlin (mit Rookburgh) | Historisches Berlin mit dem nostalgischen Flair des frühen 20. Jahrhunderts; Prachtstraße mit Kaiserplatz; industriell geprägtes Viertel Rookburgh in Steampunk-Gestaltung |                | Drago       | 1970      |
| Mexico                 | Plaza Mariachi mit mexikanischen Gebäuden; Felslandschaft von Chiapas; Azteken- und Maya-Kultur                                                                            |                | Quetzal     | 1973 †    |
| China Town             | Traditionelle chinesische Gebäude und Gärten |                | Wang        | 1981      |
| Mystery (mit Klugheim) | Mittelalterliches Dorf Klugheim mit nordischer Symbolik in mystisch-dunkler Atmosphäre; Basaltgebirge; düstere Burgkomplexe                                                |                | Schneck     | 1998      |
| Fantasy                | Verspielte, kindgerechte Fantasiewelt rund um das Volk der Wuze in Wuze Town und Baumbergen am Mondsee                                                                     |                | Phenie      | 2002      |
| Deep in Africa         | Savannen- und Regenwaldlandschaft mit westafrikanischen Lehmbauten |                | Kroka       | 2006      |

## Attraktionen
Die Attraktionen des Parks bilden eine Mischung aus schnellen, aufregenden und langsamen, gemütlichen Fahrgeschäften sowie Fahrten und Spielbereichen speziell für Kinder. Aus Lärmschutzgründen wurden einige Fahrgeschäfte im Innern von Gebäuden errichtet oder mit Verkleidungen versehen.
| Name                         | Typ                                  | Hersteller           | Themenbereich  | Beschreibung | Beschreibung | Eröffnung |
| ---------------------------- | ------------------------------------ | -------------------- | -------------- | --- | ------------ | --------- |
| Black Mamba                  | Inverted Coaster                     | Bolliger & Mabillard | Deep in Africa | Hochgeschwindigkeits-Achterbahn durch eine afrikanische Dschungel-Landschaft, erste Achterbahn mit Inversionen im Park |              | 2006      |
| Colorado Adventure           | Mine Train                           | Vekoma               | Mexico         | Familientaugliche Fahrt in Lorenzügen durch eine Wild-West-Landschaft, teilweise im Dunkeln; die Bahn trug bis 2012 den Zusatz The Michael Jackson Thrill Ride in Erinnerung an die Einweihung durch Michael Jackson                                                             |              | 1996      |
| Crazy Bats                   | Dark Coaster (MK 900) mit VR-Technik | Vekoma               | Fantasy        | Familientaugliche Dunkelachterbahn mit Virtual-Reality-Erlebnis, bis Mai 2022 die weltweit längste Indoorachterbahn; 1988 eröffnet als Space Center mit Weltraumthema, 2001 Umgestaltung zum Temple of the Night Hawk, 2019 Einbau der VR-Technik und Umgestaltung zu Crazy Bats |              | 1988      |
| F.L.Y.                       | Flying Coaster                       | Vekoma               | Berlin         | Hochgeschwindigkeits-Achterbahn mit zwei Beschleunigungsstrecken durch die Steampunk-Themenwelt Rookburgh; Fahrt in Liegeposition |              | 2020      |
| Raik                         | Family Boomerang                     | Vekoma               | Mystery        | Familientaugliche Bahn mit Vorwärts- und Rückwärtsfahrt durch Klugheim |              | 2016      |
| Taron                        | Launched Coaster                     | Intamin              | Mystery        | Hochgeschwindigkeits-Achterbahn mit zwei Beschleunigungsstrecken durch Klugheim und Basaltgebirge |              | 2016      |
| Winja’s Fear & Winja’s Force | Xtended SC 3000                      | Maurer Söhne         | Fantasy        | Zwei Indoor-Bahnen mit rotierenden Chaisen sowie Vertikalaufzügen und einzigartigen Streckenelementen |              | 2002      |

| Name             | Typ                                                          | Themenbereich | Beschreibung | Beschreibung | Eröffnung |
| ---------------- | ------------------------------------------------------------ | ------------- | --- | ------------ | --------- |
| Geister Rikscha  | Schwarzkopf (Technik) / Heimo (Innenausstattung) Geisterbahn | China Town    | Unterirdische Geisterfahrt mit Szenen aus der chinesischen Mythologie, Endlostransportsystem mit 100 drehbaren Gondeln für je drei Personen, größte unterirdische Themenfahrt Europas, ältestes noch bestehendes Fahrgeschäft im Park |              | 1981      |
| Maus au Chocolat | ETF Ride Systems & Alterface                                 | Berlin        | Interaktiver 3D-Darkride durch eine Tortenfabrik mit der Möglichkeit, virtuelle Mäuse mit Schokolade zu beschießen |              | 2011      |

| Name        | Typ                                       | Themenbereich | Beschreibung | Beschreibung | Eröffnung |
| ----------- | ----------------------------------------- | ------------- | --- | ------------ | --------- |
| Chiapas     | Intamin Wildwasserbahn                    | Mexico        | Wasserbahn mit Abfahrten und Themenfahrt-Elementen, sowie Rückwärtsfahren und weltweit steilster Abfahrt auf einer solchen Wildwasserbahn   |              | 2014      |
| River Quest | Hafema Rafting                            | Mystery       | Fahrt in Rafting-Booten mit Vertikalaufzug und Abfahrten, weltweit höchste Ebene einer solchen Anlage                                       |              | 2002      |
| Wakobato    | Preston & Barbieri Interactive Water Ride | Fantasy       | Bei dieser ruhigen Bootsfahrt über den Mondsee erkundet man die Welt der Wasser-Wuze; wegen zu hoher Lautstärke nur an Werktagen in Betrieb |              | 2009      |

| Name                       | Typ                                | Themenbereich | Beschreibung                                                  | Beschreibung            | Eröffnung |
| -------------------------- | ---------------------------------- | ------------- | ------------------------------------------------------------- | ----------------------- | --------- |
| Bolles Flugschule          | Preston & Barbieri Flugkarussell   | Berlin        | Kinder-Rundfahrgeschäft                                       | Kinder-Rundfahrgeschäft | 2009      |
| Bolles Riesenrad           | Preston & Barbieri Riesenrad       | Berlin        | Kinderriesenrad                                               |                         | 2009      |
| Die fröhliche Bienchenjagd | Zamperla Jump Around               | Fantasy       | Kinder-Rundfahrgeschäft                                       |                         | 2010      |
| Der lustige Papagei        | Zamperla Crazy Bus                 | Fantasy       | Kinderfahrgeschäft                                            |                         | 2010      |
| Pferdekarussell            | Preston & Barbieri Pferdekarussell | Berlin        | Nostalgisches zweistöckiges Pferdekarussell                   |                         | 1998      |
| Tittle Tattle Tree         | Vekoma Para-Tower                  | Fantasy       | Vertikalfahrt innerhalb der Halle von Wuze Town               |                         | 2002      |
| Wirtl’s Taubenturm         | Heege-Tower                        | Fantasy       | Hubseilturm mit vier Gondeln                                  |                         | 2007      |
| Wolke’s Luftpost           | Zamperla Magic Bikes               | Fantasy       | Kinder-Rundfahrgeschäft                                       |                         | 2010      |
| Wellenflug                 | Zierer Wellenflug 48               | Berlin        | Kettenkarussell mit auf die Fahrt abgestimmten Wasserfontänen |                         | 2011      |

| Name                 | Typ           | Themenbereich | Beschreibung | Beschreibung | Eröffnung |
| -------------------- | ------------- | ------------- | --- | --- | --------- |
| Wuze Town Kinderland | Kinderbereich | Fantasy       | Kinderbereich auf der oberen Etage in Wuze Town mit Karussell, Miniautoscooter, Kinderfreifallturm, drei Spielbereichen und Edutainmentbereich | Kinderbereich auf der oberen Etage in Wuze Town mit Karussell, Miniautoscooter, Kinderfreifallturm, drei Spielbereichen und Edutainmentbereich | 2002      |

| Name                             | Typ                                              | Themenbereich  | Beschreibung | Beschreibung | Eröffnung |
| -------------------------------- | ------------------------------------------------ | -------------- | --- | --- | --------- |
| Avoras                           | Klettergarten von Kinderland Emsland Spielgeräte | Fantasy        | Klettergarten | Klettergarten | 2024      |
| Das verrückte Hotel Tartüff      | Funhouse / Hofmann                               | Berlin         | Als Hotel gestaltetes Laufgeschäft | Als Hotel gestaltetes Laufgeschäft | 2012      |
| Deep in Africa – Adventure Trail | Walk-Through von Kinderland Emsland Spielgeräte  | Deep in Africa | Walk-Trough durch Savannen- und Regenwaldlandschaft mit westafrikanischen Lehmbauten direkt benachbart zum Streckenverlauf von Black Mamba | Walk-Trough durch Savannen- und Regenwaldlandschaft mit westafrikanischen Lehmbauten direkt benachbart zum Streckenverlauf von Black Mamba | 2022      |
| Feng Ju Palace                   | Vekoma Mad House                                 | China Town     | Chinesisch thematisiertes Mad House mit auf chinesischer Mythologie basierender Pre-Show                                                   | | 2002      |
| Mopti’s Monkey Depot             | Spielplatz von Kinderland Emsland Spielgeräte    | Deep in Africa | | | 2024      |
| Mystery Castle                   | Ride Trade / Intamin AG Bungee Drop              | Mystery        | Vertikalfahrt im Innern eines 65 Meter hohen Turms, kombiniert mit vorhergehender Schlossführung und verschiedenen Animatronics            | | 1998      |
| Talocan                          | Huss Rides Suspended Top Spin                    | Mexico         | Überschlags-Fahrgeschäft in aztekischer Tempelruine, auf die Fahrt abgestimmte Nebel-, Wasser-, Audio- und Feuereffekte                    | | 2007      |
| Tikal                            | Zierer Double Family Tower                       | Mexico         | Zwei Familienfreifalltürme mit Thematisierung und eingebaut inmitten der Achterbahn „Colorado Adventure“                                   | Zwei Familienfreifalltürme mit Thematisierung und eingebaut inmitten der Achterbahn „Colorado Adventure“                                   | 2011      |
| Wözl’s Wassertreter              | Tretboote                                        | Fantasy        | Als Wasservögel gestaltete Tretboote auf dem Mondsee                                                                                       | | 2004      |
| Würmling Express                 | Preston & Barbieri Tretbahn                      | Fantasy        | Aufgeständerte Einschienenbahn mit Einzelgondeln                                                                                           | | 2010      |

Eine Reihe von Fahrgeschäften früherer Jahre wurde später wieder abgerissen. Die folgende Tabelle listet Attraktionen auf, die das Bild des Phantasialands über viele Jahre prägten und daher besonders bekannt waren. Eine ausführliche Übersicht ehemaliger Attraktionen ist der Zeittafel zur Geschichte des Phantasialands zu entnehmen.
| Name                                                 | Typ                              | Thematisierung     | Beschreibung | Beschreibung                                                                     | Eröffnung | Schließung |
| ---------------------------------------------------- | -------------------------------- | ------------------ | --- | -------------------------------------------------------------------------------- | --------- | ---------- |
| Condor                                               | Huss Condor                      | keine              | Familientaugliche Vertikalfahrt |                                                                                  | 1986      | 2006       |
| Galaxy / Race for Atlantis                           | Simtec/IMAX Simulator            | Weltraum / Fantasy | Flugsimulator mit einem in eine Kuppel projizierten IMAX-Film; Umgestaltung von Weltraum- zu Fantasy-Thematik 2005                                                  |                                                                                  | 1994      | 2016       |
| Gebirgsbahn                                          | Schwarzkopf Bobbahn              | Wildwest           | Familientaugliche Achterbahn in einem Gebirgsmassiv; 2001 bei Großbrand zerstört                                                                                    |                                                                                  | 1975      | 2001       |
| Gondelbahn 1001 Nacht                                | Schwarzkopf Gondelbahn           | Orient             | Gondelfahrt durch Szenen aus den Geschichten aus 1001 Nacht |                                                                                  | 1970      | 2009       |
| Grand-Canyon-Bahn                                    | Schwarzkopf Custom Alpenblitz II | Wildwest           | Familientaugliche Achterbahn in einem Gebirgsmassiv; 2001 bei Großbrand zerstört                                                                                    | Familientaugliche Achterbahn in einem Gebirgsmassiv; 2001 bei Großbrand zerstört | 1978      | 2001       |
| Hollywood Tour                                       | Intamin AG Dark Water Ride       | Fantasy            | Indoor-Bootsfahrt mit Szenen aus bekannten Hollywoodfilmen |                                                                                  | 1990      | 2020       |
| Märchenwald                                          | Märchenwald                      | Märchen            | Szenische Darstellung bekannter Märchen; Keimzelle des Phantasialands                                                                                               | Szenische Darstellung bekannter Märchen; Keimzelle des Phantasialands            | 1967      | 2007       |
| Phantasialand-Jet                                    | Schwarzkopf Monorail             | keine              | Aussichtsfahrt mit einem Einschienenzug durch den Park inkl. Fahrt durch den Zeittunnel mit Szenen aus der Zeit der Dinosaurier und der menschlichen Frühgeschichte |                                                                                  | 1974      | 2008       |
| Silbermine                                           | Schwarzkopf-Endloszug            | Wildwest / Mexico  | Themenfahrt mit einem Minenzug durch eine Silbermine und ein mexikanisches Dorf sowie vorbei an Szenen aus dem mexikanischen Bürgerkrieg                            |                                                                                  | 1984      | 2014       |
| Wildwasserbahn / Stonewash und Wildwash Creek        | Log Flume                        | Wildwest / Mexico  | Wildwasserfahrt in Baumstamm-Booten; 1992 in zwei Bahnen aufgeteilt                                                                                                 |                                                                                  | 1974      | 2011       |
| Seeräuberfahrt nach Carthagena / Wikinger-Bootsfahrt | Bootsfahrt                       | Märchensee         | Fahrt mit elektrisch angetriebenen Booten auf dem See, vorbei an Piraten- und Tierszenen; 1979 Umgestaltung von Piraten- zu Wikinger-Thema                          |                                                                                  | 1968      | 1998       |

## Shows und Vorführungen

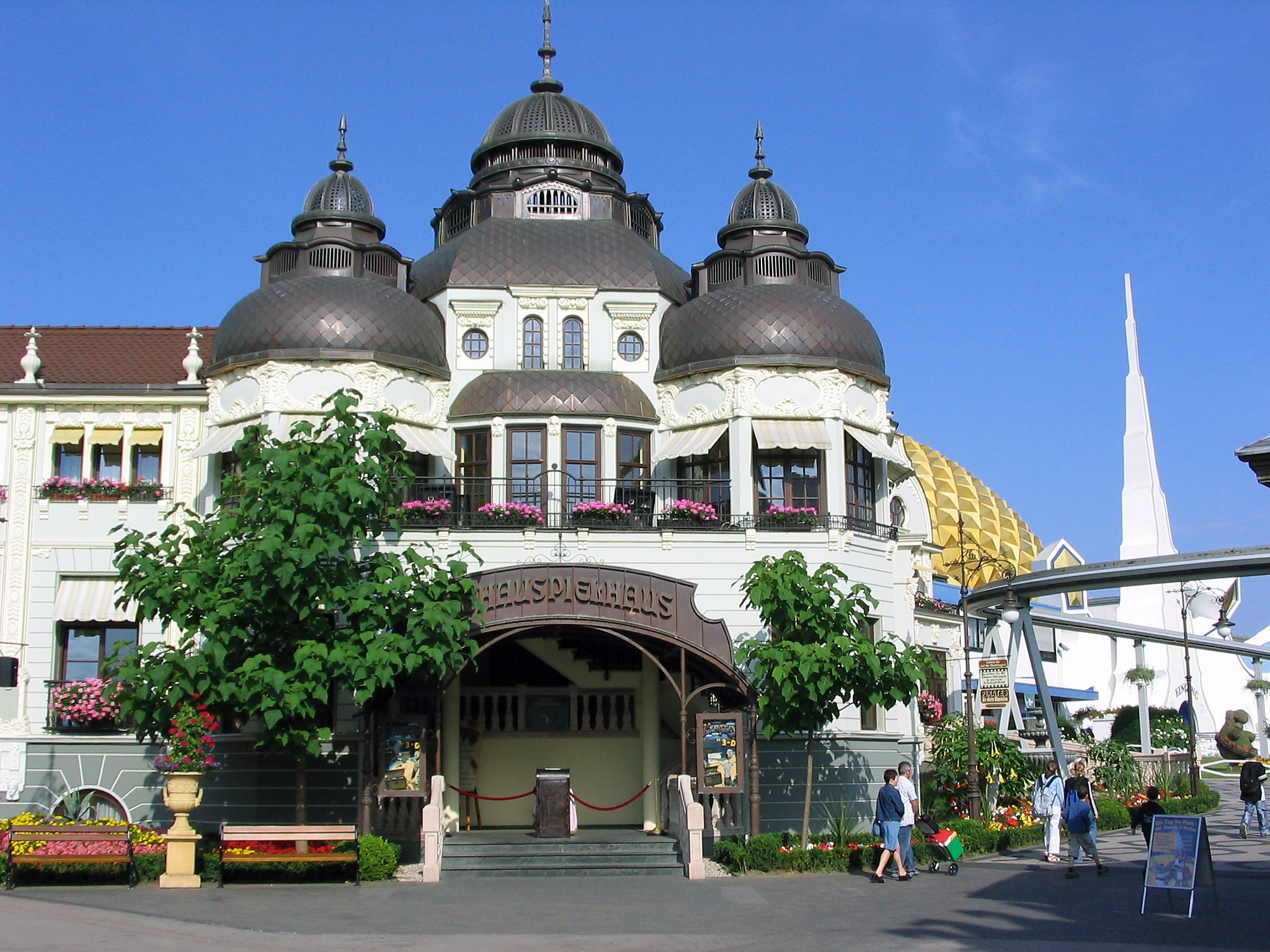
Schauspielhaus (2003)

Das Phantasialand verfügt über mehrere Show-Theater und Veranstaltungsflächen. Hier werden Shows geboten, deren Spielzeiten meist mehrere Saisons umfassen. Die größten Theater sind der Wintergarten (seit 1970 Revuen, Zauber- und Artistikshows), die Arena de Fiesta (ab 1976 Delfinarium und Aquatheater, seit 1997 Eistheater), das Silverado Theatre (seit 1989 Stunt- und Actionshows) und das Schauspielhaus (seit 1999 4D-Kino). Hinzu kommen regelmäßige Open-Air-Veranstaltungen auf dem zentralen Kaiserplatz sowie in einigen Themenbereichen.
Im Laufe der Jahre wechselten nicht nur die Shows, sondern es wurden auch einige Veranstaltungsorte abgerissen oder umgebaut. So existierten mit der Scala (1977–1997) und dem Tanagra-Theater (1981–2001) zwei elektronische Puppentheater. In der ehemaligen Westernstadt war der Western-Saloon ab 1974 Spielort für Musikshows, die Casa Magnetica präsentierte zwischen 1973 und 2011 optische Illusionen, und von 1986 bis 1989 gastierten die Acapulco Todesspringer in einem eigenen Wassersprung-Theater am heutigen Standort des Silverado Theatre. Mit dem Cine 2000 gab es von 1978 bis 1995 zudem ein Kuppelzelt für Rundum-Projektionen. Der ehemalige Bahnhof des Phantasialand-Jets wurde nach Rückbau der Bahn 2009 für einige Jahre als Tula-Tempel für Kindertheater genutzt.
| Show                                  | Art der Show        | Veranstaltungsort |
| ------------------------------------- | ------------------- | ----------------- |
| Battle of the Best                    | Stuntshow           | Silverado Theatre |
| Rock on Ice                           | Eis-Show            | Arena de Fiesta   |
| Miji African Dancers                  | Afrikanischer Tanz  | Deep in Africa    |
| Nobis – Der lange Weg vom Ihr zum Wir | Artistik und Gesang | Wintergarten      |

| Show                                           | Art der Show                      | Veranstaltungsort |
| ---------------------------------------------- | --------------------------------- | ----------------- |
| Arctaris – The Hidden World                    | Eisshow                           | Arena de Fiesta   |
| Der goldene Faden – Reise in die Vergangenheit | Artistik und Comedy               | Wintergarten      |
| Magic Symphony – Light. Fire. Passion.         | Abschlussfeuerwerk                | Kaiserplatz       |
| Miji African Dancers                           | Afrikanischer Tanz                | Deep in Africa    |
| Pirates 4D                                     | 3D-Film mit zusätzlichen Effekten | Schauspielhaus    |
| Pulse of Rookburgh                             | Lichtshow                         | Rookburgh         |
| Spectaculum Phantastère                        | Akrobatik                         | Silverado Theatre |
| Tiempo de Fuego                                | Licht- und Feuershow              | Chiapas           |

| Show                                | Art der Show                        | Veranstaltungsort    | Spielzeit(en) |
| ----------------------------------- | ----------------------------------- | -------------------- | ------------- |
| Delfinshow                          | Tierdressur                         | See / Delfinarium    | 1968–1991     |
| Casa Magnetica                      | Illusions-Show                      | Casa Magnetica       | 1973–2011     |
| Klimbimski                          | Elektronisches Puppentheater        | Scala                | 1977–1982     |
| Tanagra-Show                        | Elektronisches Puppentheater        | Tanagra-Theater      | 1981–1993     |
| Starparade                          | Elektronisches Puppentheater        | Scala                | 1983–1997     |
| Welcome Las Vegas                   | Zaubershow                          | Wintergarten         | 1984–1991     |
| Acapulco Todesspringer              | Wasserspringer                      | Wassersprung-Theater | 1986–1989     |
| Star-Imitatoren- und Lasershow      | Musikshow                           | Western-Saloon       | 1986–2001     |
| Feuer, Wasser, Licht                | Elektronisches Puppentheater        | Tanagra-Theater      | 1994–2001     |
| Wild West Stuntshow                 | Stuntshow                           | Silverado Theatre    | 1998–2002     |
| Phantie-Parade                      | Parade                              | Berlin               | 1999–2009     |
| Pirates 4D                          | 3D-Film                             | Schauspielhaus       | 1999–2025     |
| L’Ar(c)tistique                     | Akrobatik                           | Wintergarten         | 2000–2003     |
| Beat of the Bronx                   | Stuntshow                           | Silverado Theatre    | 2003–2007     |
| Arachnomé                           | Akrobatik                           | Wintergarten         | 2004–2008     |
| Street Xtreme                       | Stuntshow                           | Silverado Theatre    | 2008–2011     |
| 3 Freunde im geheimnisvollen Tempel | Kindertheater                       | Tula-Tempel          | 2009–2012     |
| Drakar’ium                          | Open-Air-Show mit Artistik und Tanz | Kaiserplatz          | 2009–2016     |
| Sieben                              | Zaubershow                          | Wintergarten         | 2010–2014     |
| Relight My Fire                     | Eis-Show                            | Arena de Fiesta      | 2011–2015     |
| JUMP!                               | Stuntshow                           | Silverado Theatre    | 2012–2022     |
| Musarteum                           | Artistik                            | Wintergarten         | 2015–2020     |
| Ice College                         | Eis-Show                            | Arena de Fiesta      | 2016–2021     |

## Besondere Veranstaltungen

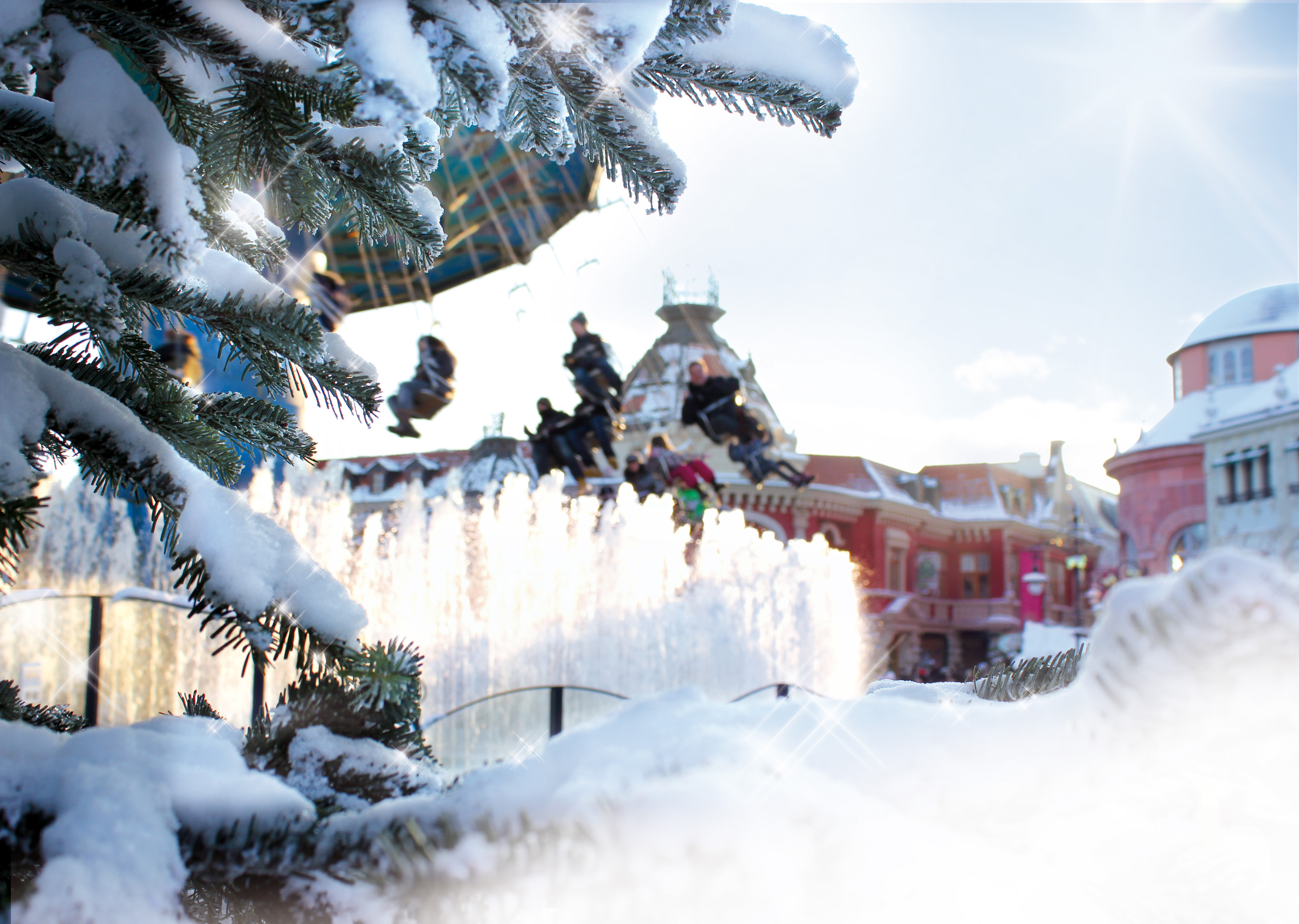
Wintertraum

Von November bis Ende Januar findet der Wintertraum statt, für den der Park weihnachtlich und winterlich dekoriert wird. Es werden spezielle Attraktionen, z. B. eine Eislauffläche, und Shows geboten. Einige Wasserattraktionen bleiben geschlossen. Mit Einführung dieser Aktion 2002 wurde die von November bis März dauernde Winterpause, während der das Phantasialand üblicherweise geschlossen war, jeweils für einige Wochen unterbrochen. Seit 2021 wird auf die Schließung im Herbst verzichtet, und die Umbauten für das Winterprogramm finden während des laufenden Betriebs statt. Erst nach Ende des Wintertraums geht der Park in seine jährliche Pause.
Von 2004 bis 2019 fand einmal im Jahr der Fantasypride statt, ein Event für Lesben, Schwule und deren Freunde, mit dem das Phantasialand ein Zeichen für Toleranz setzen wollte. Im Jahr 2006 fand der Fantasypride unter dem Namen Snowpride erstmals auch im Winter statt. Weitere Sonderveranstaltungen, die über mehrere Jahre hinweg regelmäßig stattfanden, waren unter anderem das Festival der Lichter (1998–2006) und die Asia Nights (2005–2015). Anlässlich des 50-jährigen Jubiläums im Jahr 2017 fanden an insgesamt vier Samstagen im Juli und August die Celebration Days mit verlängerter Parköffnung bis Mitternacht und abschließendem Feuerwerk statt.

## Hotels

### Ling Bao
Das 2003 unter dem Namen PhantAsia eröffnete Vier-Sterne-Superior-Hotel Ling Bao („heiliges Juwel“, seit 2007) gilt als größtes chinesisches Gebäude außerhalb Chinas. Seine Architektur und Einrichtung folgen der Harmonielehre des Feng Shui. Wie bereits bei der Errichtung des Themenbereichs China Town wurden viele Einzelteile aus China importiert, und es waren über 200 chinesische Handwerker vor Ort am Bau beteiligt. Das Hotel bewirkte im ersten Jahr nach seiner Eröffnung eine Steigerung der Übernachtungszahlen und einen erhöhten Anteil ausländischer Gäste in Brühl. Es bietet den Gästen unter anderem zwei Restaurants, zwei Bars und einen Wellnessbereich.

### Matamba
Am 23. August 2008 wurde mit dem Matamba das zweite Themenhotel des Parks eröffnet. Das Vier-Sterne-Hotel, dessen Architektur sich an die Lehmbauten der westafrikanischen Dogon-Kultur anlehnt, schließt den Bereich Deep in Africa nach Süden ab. Der Name des Hotels ist vom ehemaligen Königreich Matamba inspiriert.

### Charles Lindbergh
Das Hotel Charles Lindbergh in Steampunk-Gestaltung, welches nach dem gleichnamigen US-amerikanischen Pionier der Luftfahrt benannt wurde, ist Teil der Themenwelt Rookburgh und wurde zusammen mit ihr im Jahr 2020 eröffnet. Es besteht aus mehreren Gebäudeteilen, die in die Themenwelt hineingebaut wurden. Der Thematisierung entsprechend, sind die Zimmer als röhrenförmige „Aeronauten-Kabinen“ gestaltet. Das Hotel beherbergt die Bar 1919, die ausschließlich von Hotelgästen besucht werden darf, sowie das Restaurant Uhrwerk.

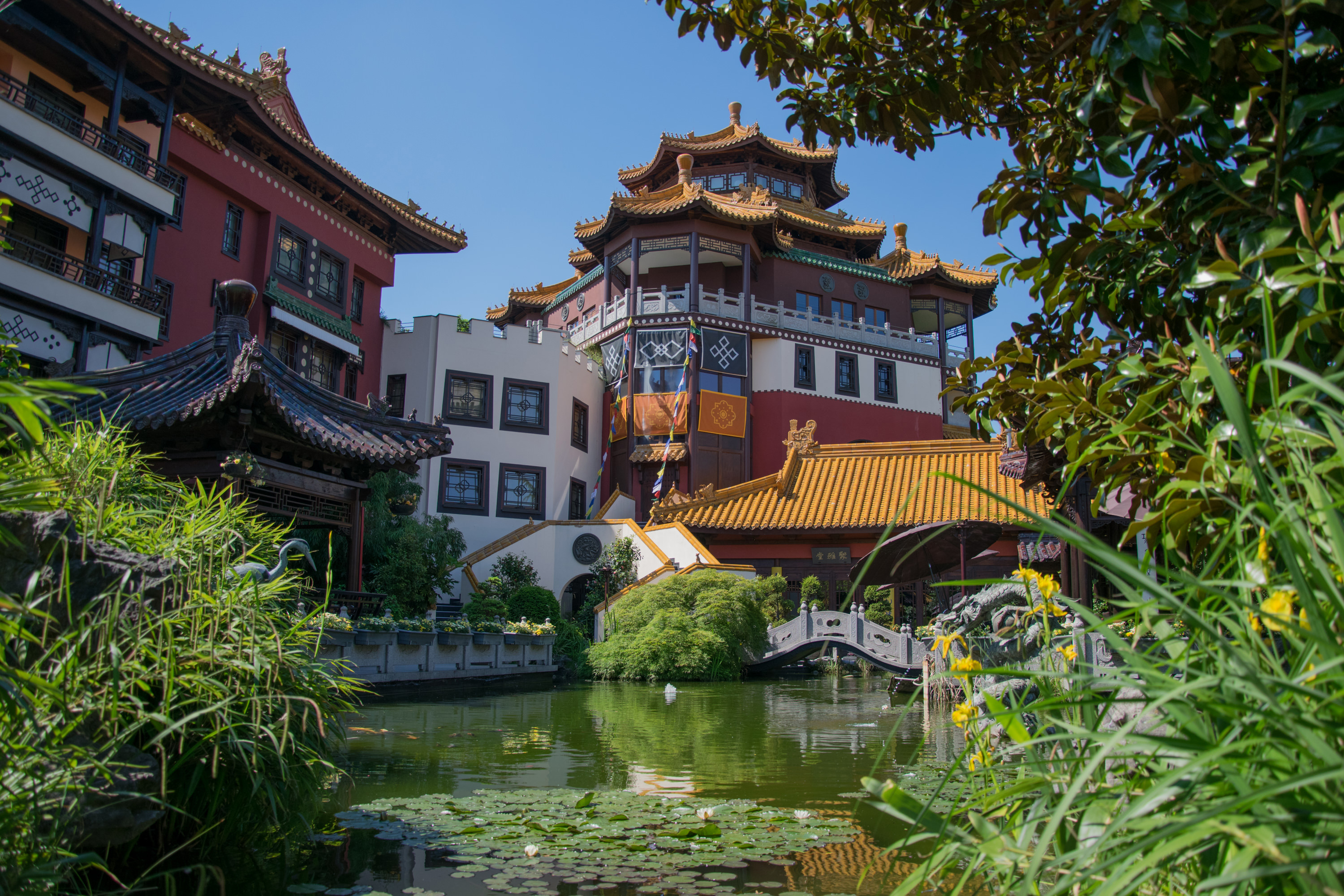
Hotel Ling Bao
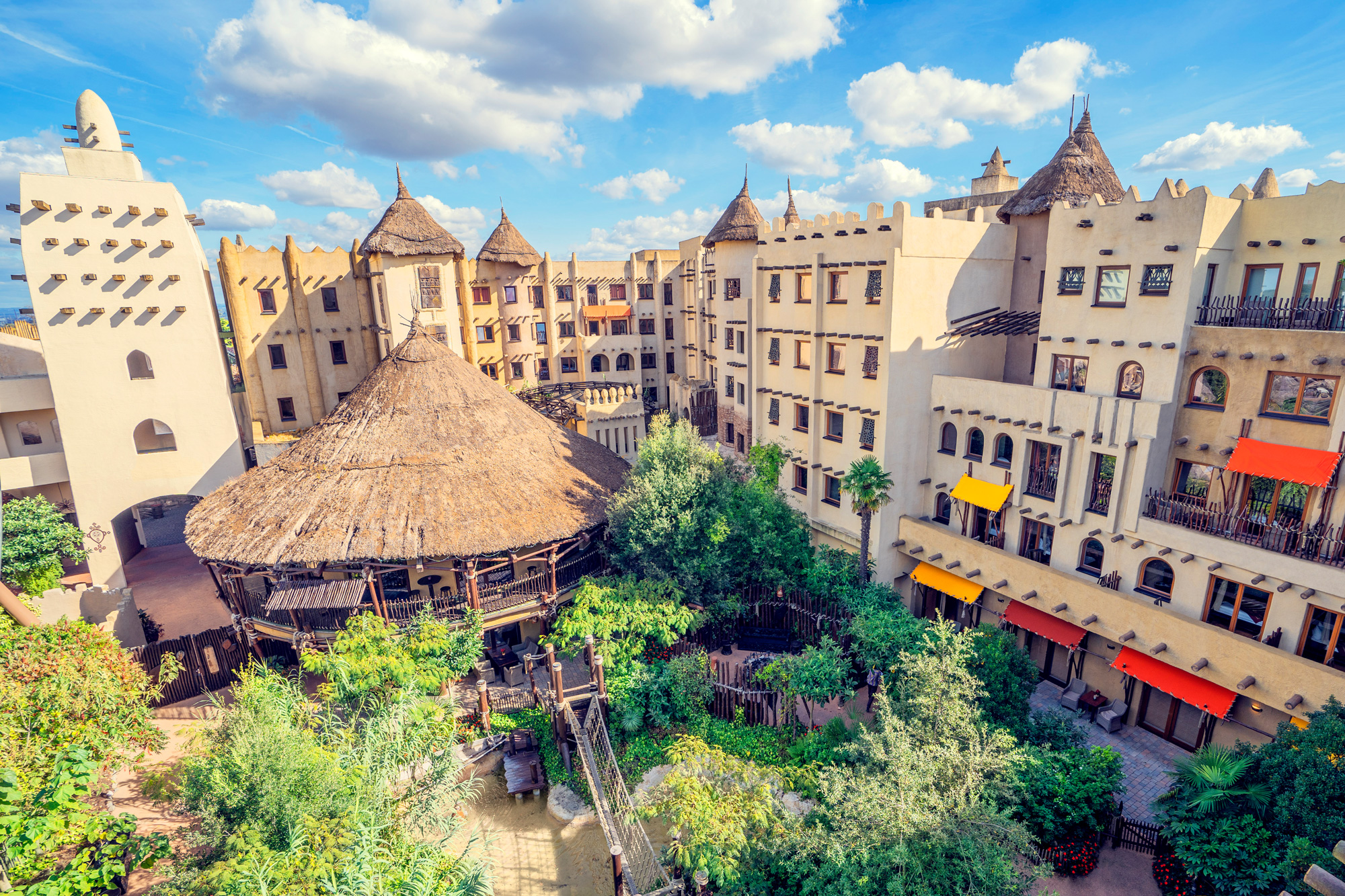
Hotel Matamba
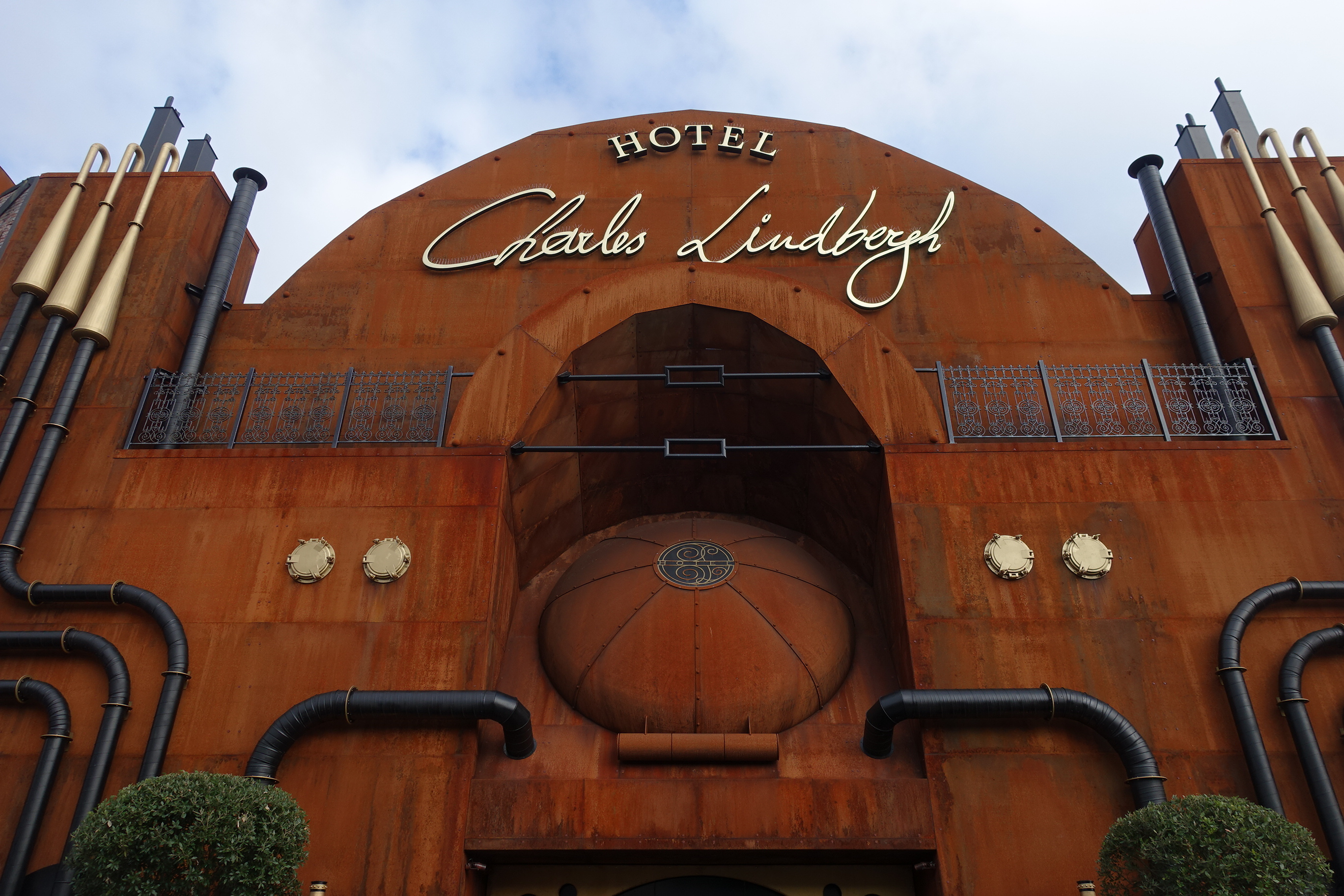
Hotel Charles Lindbergh

## Kritik
Schon seit den 1970er Jahren sieht sich das Phantasialand auch Kritik aus der Bevölkerung ausgesetzt.

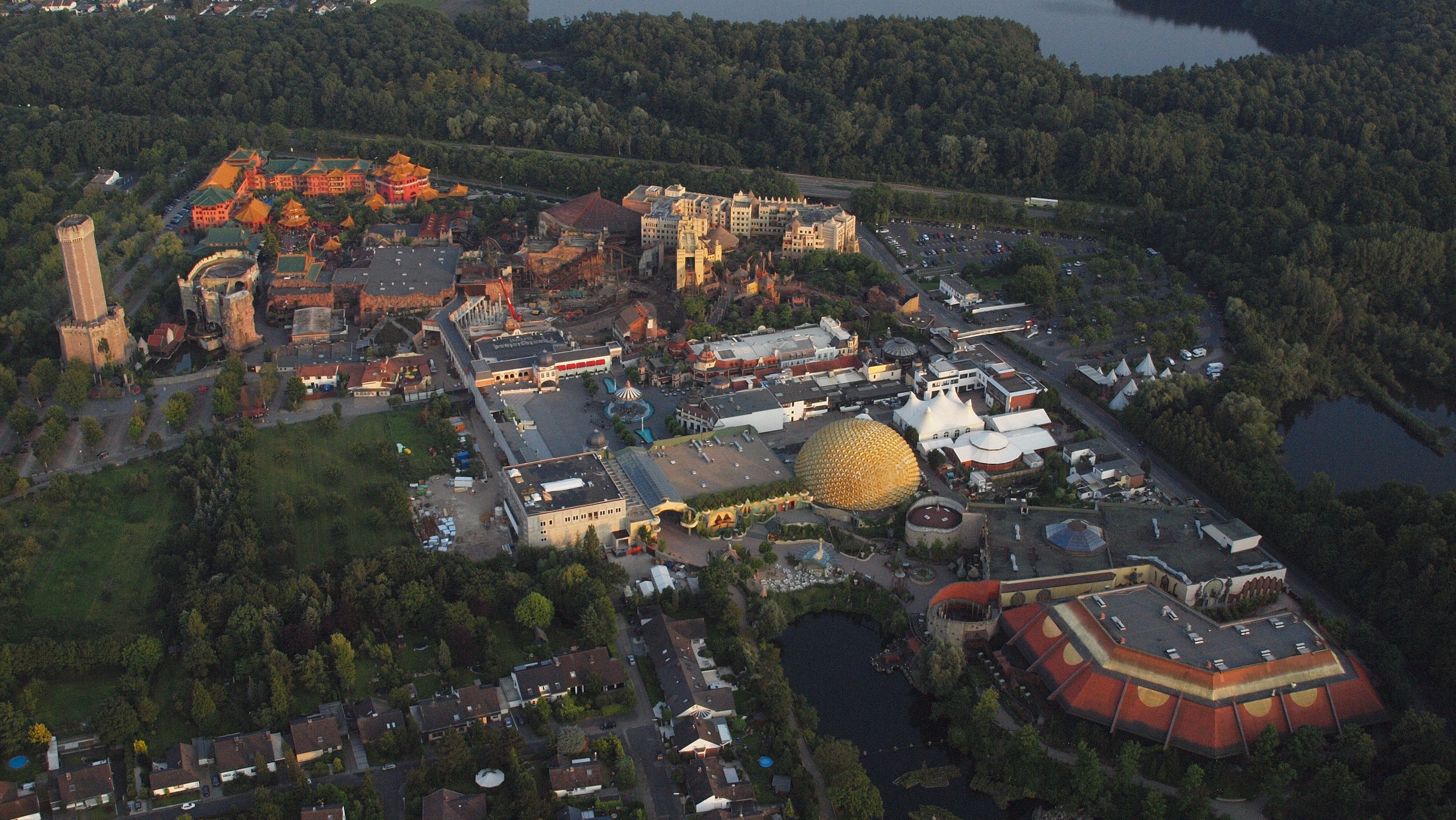
Blick aus nordwestlicher Richtung (2012): Im Bereich des Sees (im Bild unten) grenzt der Park unmittelbar an die Wohnbebauung; rechts die geplante Erweiterungsfläche

### Lärmbelästigung
Hauptgrund für Konflikte ist die unmittelbare Nachbarschaft des Parkgeländes zur Wohnbebauung der Brühler Stadtteile Badorf und Eckdorf, was insbesondere zu Problemen mit Schallemissionen führt. So mussten nach Beschwerden von Anwohnern im Laufe der Jahre einige Attraktionen nachträglich mit Lärmschutzeinrichtungen versehen werden; andere wurden bereits beim Bau mit solchen ausgestattet oder sie wurden in Gebäuden errichtet. Die Wasserfahrt Wakobato wurde nach der erfolgreichen Klage eines Anwohners gegen die ursprüngliche Baugenehmigung wegen der Lärmbelästigung ab 2011 nur noch werktags betrieben und später durch den Rückbau von Wasserkanonen und einigen Effekten von einer interaktiven zu einer gewöhnlichen Bootsfahrt umgebaut.

### Parkerweiterung
Widerstand gibt es außerdem gegen eine großflächige Parkerweiterung, um die sich das Phantasialand bereits seit 2003 bemüht. Nach Planungen aus dem Jahr 2010 sollen unter anderem ein Wasserpark mit Hotel sowie eine Theater- und Konzerthalle entstehen. Die ursprünglichen Pläne sahen zusätzliche ca. 30 Hektar in Gebieten vor, die von Wald bestanden und als Natur- bzw. Landschaftsschutzgebiet ausgewiesen sind. Sowohl Umweltschutzorganisationen als auch Anwohner, die eine weitere Zunahme der Lärmbelastung befürchten, stellten sich diesen Planungen von Beginn an entgegen, während das Phantasialand die Erweiterung als notwendig bezeichnete, um auf Dauer wettbewerbsfähig zu bleiben.
Auf regionaler politischer Entscheidungsebene wurde ein Kompromiss ausgehandelt und Ende 2012 eine Änderung des Regionalplans beschlossen, die eine Erweiterung um 15 Hektar im Naturschutzgebiet Ententeich (Dreieck zwischen der Autobahn 553, der Landesstraße 194 und der Berggeiststraße) sowie um weitere 4 Hektar östlich des bestehenden Geländes ermöglicht. Das Phantasialand erklärte im Gegenzug den Verzicht auf weitere Expansion in der Zukunft. Infolge der Regionalplanänderung wurde im Jahr 2015 das Verfahren zur Aufstellung eines Bebauungsplans beschlossen. Nachdem das Land Nordrhein-Westfalen einen Verkauf der in seinem Besitz befindlichen erforderlichen Waldflächen an die Betreiber des Phantasialands lange abgelehnt hatte, legte der Haushaltsplan 2022, der im Dezember 2021 vom Landtag NRW verabschiedet wurde, die gesetzliche Grundlage für einen Grundstückstausch. Im Gegenzug für die Veräußerung eines rund 14 Hektar großen Grundstücks im „Dreieck Ententeich“ soll das Land NRW eine ca. 39 Hektar große Waldfläche erhalten. Die derzeitige politische Mehrheit aus SPD und Grünen im Brühler Stadtrat (Stand August 2022) lehnt eine Erweiterung des Freizeitparks allerdings ab.